# Elham Manea
Elham M. Manea (* 19. März 1966 in Mahala Al Kubra, Ägypten) ist eine jemenitisch-schweizerische Politologin und Autorin.

## Leben
Manea, Tochter eines Diplomaten, verbrachte ihre Kindheit und Jugendzeit in arabischen und westlichen Ländern. Sie studierte Politikwissenschaften in Kuwait und den USA. Von 1990 bis 1993 hatte Elham Manea eine Stelle als Assistentin an der politikwissenschaftlichen Abteilung der Universität Sana’a, Jemen. Während dieser Zeit hat sie ein Buch über jemenitische politische Parteien geschrieben und veröffentlicht. Diese Studie wird an der Universität Sana’a als Lernmittel benutzt. 1995 erlangte sie an der American University, Washington, D.C., einen Master in Vergleichender Politikwissenschaft. Mit der Dissertation Regional Politics in the Developing World: The Case of the Arabian Peninsula (Yemen, Saudi Arabia, Oman), wurde sie 2001 an der Universität Zürich promoviert. Die Arbeit ist 2005 im Saqi Books Verlag, London, erschienen.
Ab März 2011 war sie Privatdozentin an der Universität Zürich. Seit Januar 2023 ist sie Titularprofessorin an der Universität Zürich.
Zwischen 1997 und 2005 hat sie bei Radio Swiss International und Swissinfo als Moderatorin, Multimedia-Journalistin, und später stv. Leiterin des Arabischen Services gearbeitet. Zwischen 2006 und 2009 hat sie als Habilitierte am universitären Forschungsschwerpunkt Asien und Europa gearbeitet. Seit 2005 arbeitet sie als Beraterin für staatliche und internationale Organisationen in den Bereichen Frauenrechte, Politik und Entwicklung (Freedom House, Weltbank, USAID, DEZA, Eidgenössische Kommission für Frauenfragen etc.).
Sie engagiert sich für einen humanistischen Islam; Menschenrechte sind für sie das höchste Gut und dürfen nicht angetastet werden. Sie ist Mitbegründerin von Forums für einen fortschrittlichen Islam in der Schweiz und verließ das Forum im Jahr 2012. Sie ist außerdem Mitbegründerin der Ibn-Rushd-Goethe Moschee in Berlin, die für einen säkularen liberalen Islam steht, der weltliche und religiöse Macht voneinander trennt und sich um eine „zeitgemäße und geschlechtergerechte“ Auslegung des Koran und der Hadithen bemüht.
Neben ihren wissenschaftlichen Arbeiten veröffentlichte sie auch die Novellen Echo (2005) und Sins (2008) in arabischer Sprache. Elham Manea ist jemenitisch-schweizerische Doppelbürgerin und wohnt in Bern.

## Schriften
Elham Manea hat wissenschaftliche Bücher und Sachbücher auf Englisch, Deutsch und Arabisch veröffentlicht. Zu ihren Veröffentlichungen gehören:
- The Arab State and Women's Rights: The Trap of Authoritarian Governance (London: Routledge Studies in Middle Eastern Politics), 2011, ISBN 978-0-415-61773-4.
- The Arab National Security between Theory and Reality. In: Althawabit Periodical. Sanaa 1993, S. 197–231.
- mit M. A. Sharafuddin: Political parties and organisations in Yemen 1948–1993. An analytical study. Athawabit, Sana 1994.
- La tribu et l’Etat au Yémen. In: Mondher Kilani (Hrsg.): Islam et changement social. Payot, Lausanne 1998, ISBN 2-601-03225-1, S. 205–218.
- Regional politics in the developing world. The case of the Arabian Peninsula: Yemen, Saudi Arabia, Oman. Dissertation. Universität Zürich 2001.
- Regional politics in the Gulf. Saqi, London 2005, ISBN 0-86356-583-2.
- Überleben und Übergeben: Familienherrschaften auf der Arabischen Halbinsel. In: Hartmut Fähndrich (Hrsg.): Vererbte Macht: Monarchien und Dynastien in der arabischen Welt. Campus, Frankfurt am Main, New York 2005, ISBN 3-593-37733-0, S. 81–102.
- We do not Speak the Same Language! In: Bernhard Debatin (Hrsg.): Der Karikaturenstreit und die Pressefreiheit: Wert- und Normenkonflikte in der globalen Medienkultur. LIT, Münster 2007, ISBN 978-3-8258-9950-9, S. 45–47.
- The Arab State and Women's Rights: The Case of Saudi Arabia. The Limits of the Possible. In: Orient. 49, Nr. 2. Röper, Hamburg 2008, ISSN 0030-5227.
- Ich will nicht mehr schweigen. Herder, Freiburg i. Br., Basel, Wien 2009, ISBN 978-3-451-29756-4. (Besprechung auf swissinfo.ch)
- Women and Shari'a Law: The Impact of Legal Pluralism in the UK (Library of Islamic Law), I.B. Tauris, 2016, ISBN 978-1-78453-735-7
- Der alltägliche Islamismus: Terror beginnt, wo wir ihn zulassen. Kösel, München 2018, ISBN 978-3-466-37212-6
- The Perils of Nonviolent Islamism. New York: Telos: Critical Theory of the Contemporary. 2021. ISBN 978-0-914386-82-7.
- Frauen und die Scharia: Die Auswirkungen des Rechtspluralismus in Großbritannien Wenn Religionsrecht mit Zivilrecht kollidiert. Mit einem Ausblick auf Deutschland, Österreich und die Schweiz. Stuttgart: ibidem. 2022. p. 380. ISBN 978-3-8382-1542-6.